# Barylestis scutatus
Barylestis scutatus là một loài nhện trong họ Sparassidae.
Loài này thuộc chi Barylestis. Barylestis scutatus được Mary Agard Pocock miêu tả năm 1903.